# Emakimono

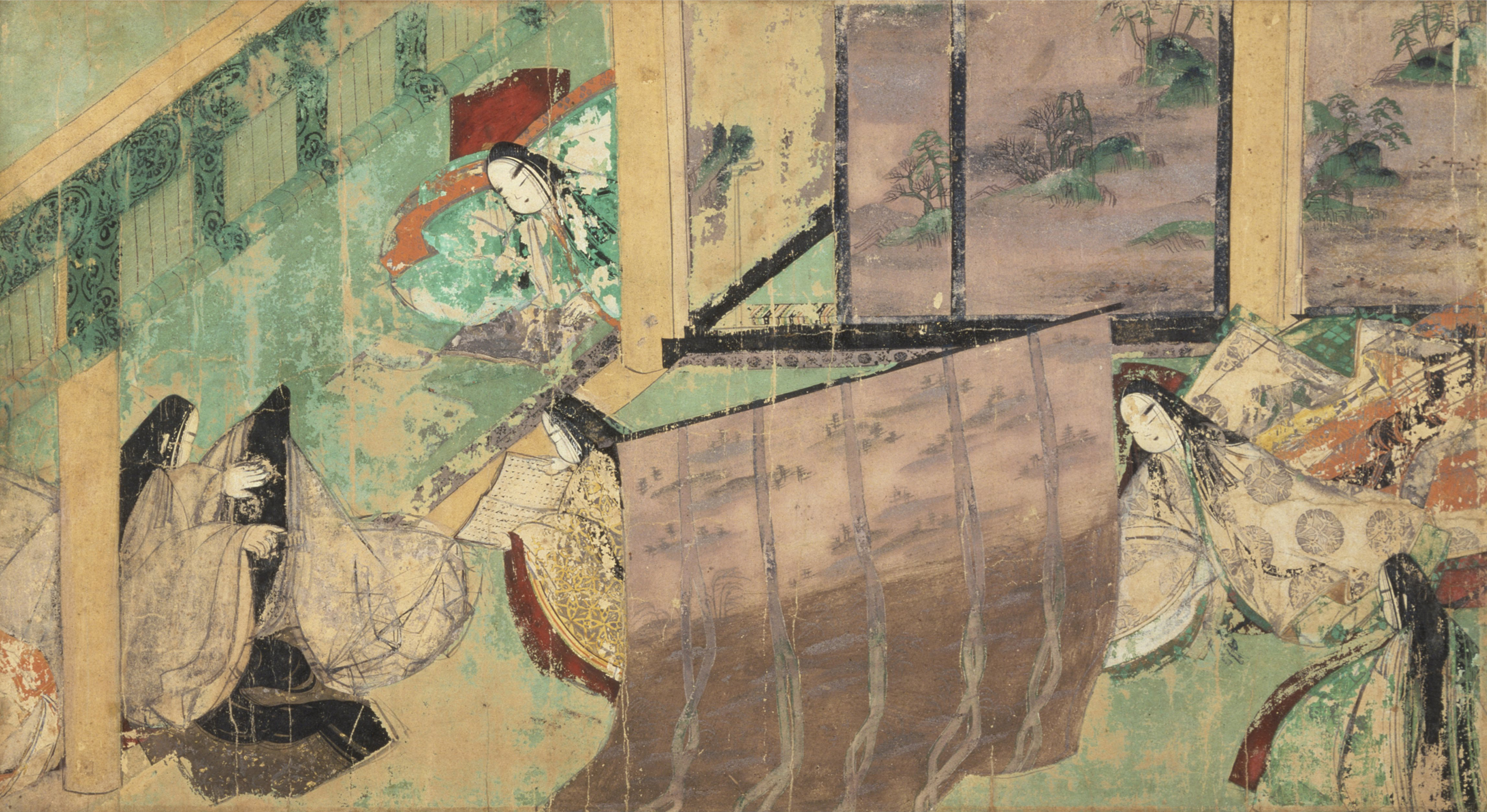
Pannello da Genji monogatari (dettaglio)

L'emakimono (絵巻物? spesso chiamato semplicemente emaki) è un'opera di narrativa illustrata e orizzontale, sviluppatasi tra l'XI e il XVI secolo in Giappone. Tipico di quel paese, l'emakimono unisce testo e immagini, ed è disegnato, dipinto o stampato su un rotolo. Vi vengono rappresentati amori, battaglie, concetti religiosi, storie popolari e racconti soprannaturali.

## Storia e caratteristiche tecniche
La tradizione del rotolo nasce in India e arriva in Giappone attraverso la Cina nel sesto o settimo secolo, insieme al Buddismo. L'interesse verso questa forma d'arte e narrazione si sviluppa durante il periodo Heian, anche perché tali rotoli portatili divennero un ottimo strumento per la propaganda delle idee buddiste.
I rotoli, fatti di carta o seta, erano attaccati sul lato sinistro a bacchette di legno di modo da poter essere arrotolati e conservati. Una volta arrotolati, tali oggetti venivano legati con una cordicella di seta intrecciata e poi coperti con altra seta. Così sistemati, i rotoli potevano essere trasportati, riposti sugli scaffali o conservati in raffinati involucri dipinti. La dimensione di questi rotoli oscilla tra i 30 centimetri di larghezza ai 9 o 12 metri di lunghezza. Una normale narrazione riempiva da uno a tre rotoli in tutto.
Gli emakimono venivano letti srotolandoli da destra a sinistra, così come richiede la scrittura giapponese. Era comune scrivere all'inizio del rotolo una breve sintesi della storia, o inframmezzare le immagini con testi adeguati. Al lettore del rotolo era richiesto poi di riavvolgere la striscia di carta dopo averla scorsa, un po' come si riavvolgono oggi le videocassette dopo averle viste.
Gli emakimono rappresentano inoltre alcuni dei primi grandi esempi di otoko-e (disegno della figura maschile) e onna-e (disegno della figura femminile). Esistono molte sottili differenze tra le due tecniche, a seconda dei gusti estetici dei due generi. Però molte di queste differenze sono facilmente riscontrabili. L'onna-e, di cui è emblematico il Genji monogatari, descrive la tipica vita di corte, specie delle cortigiane, e s'incentra su temi romantici. L'otoko-e d'altra parte rappresenta spesso degli avvenimenti storici, specie battaglie. L'assedio del palazzo Sanjō (1160), rappresentato nell'opera Attacco notturno al palazzo Sanjō è un celebre esempio di questo stile.

## Opere note
Il più discusso esempio di emakimono è Genji monogatari datato intorno al 1130. Questo emaki illustra l'epica storia di Genji di Murasaki Shikibu. Scritto intorno all'anno 1000, il romanzo racconta la vita e gli amori del principe Genji e le vicende della Corte di Heian dopo la sua morte. A noi è arrivato solo il 15% dell'opera originale. Altri frammenti sono conservati tra i tesori nazionali del Giappone.
Il Chōjū giga (Rotolo degli animali eccitati) di Toba Sōjō fa invece un uso insolito del mezzo: non contiene alcun testo ma solo immagini di divertenti scene animali, metafore degli usi del Giappone del XII secolo.